# Wat

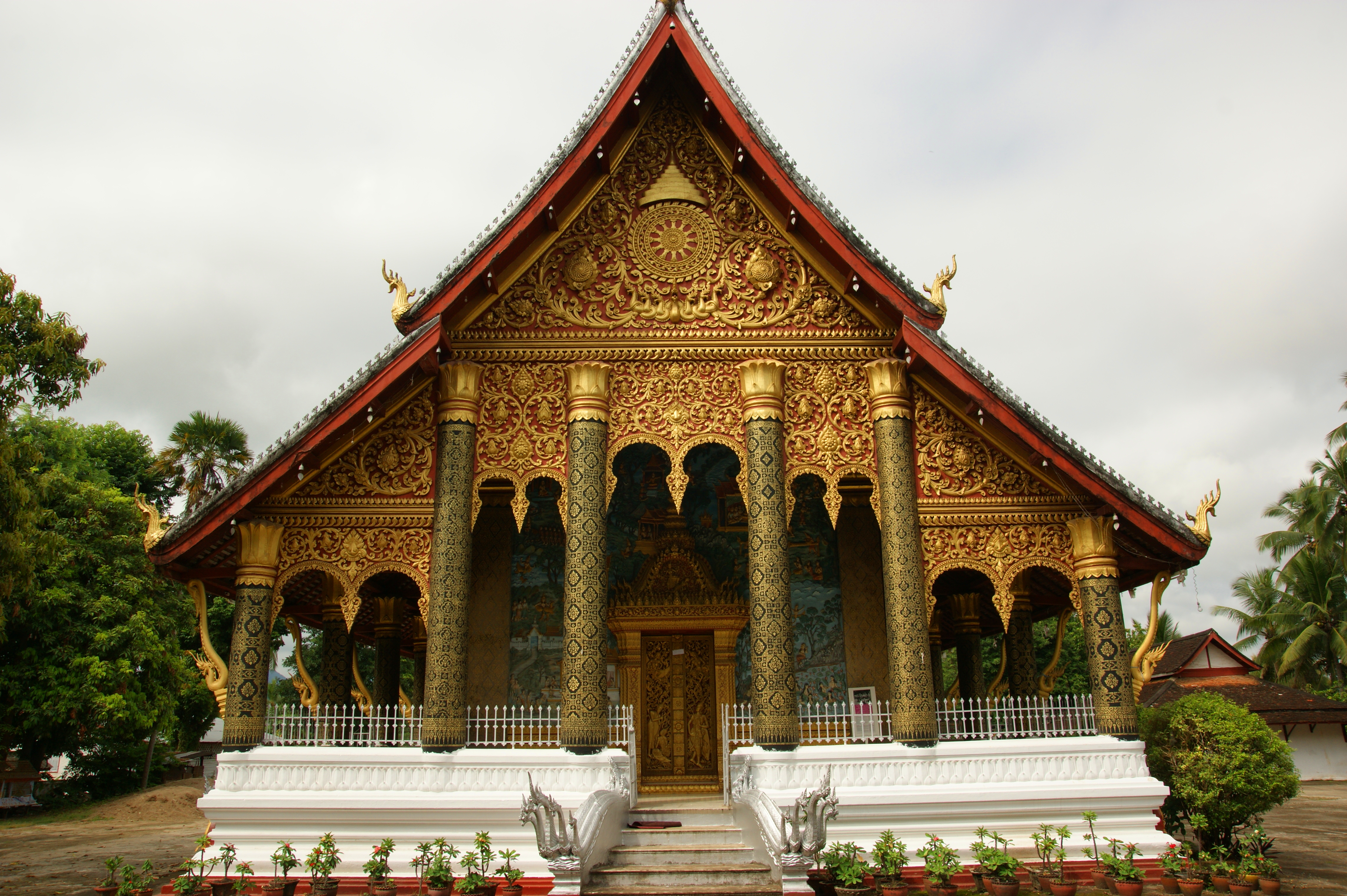
Un wat din Thailanda.

Un Wat (derivat din cuvântul sanscrit वात Vattaka) este o mănăstire templu în Cambodgia, Thailanda, sau Laos. Cuvântul "wat" (khmeră វត្ត, thailandeză วัด, scris uneori "vat" în Laos) înseamnă "școală." 

## Introducere
În sensul strict al cuvântului, un wat este un asezământ sacru budist cu chilii pentru călugări, templul propriu-zis, un edificiu găzduind o imagine de dimensiuni mari a lui Buddha și săli de studiu. Un asezământ Budist fără cel puțin trei călugări rezidenți nu poate fi considerat un templu, deși termenul este folosit într-un cadru lărgit chiar și pentru ruinele templelor antice (ca verb, wat înseamnă a măsura, a lua măsura).
În Cambodgia, un wat este deseori folosit pentru a denumi orice loc sacru. Tehnic vorbind, un wat se referă în general la un loc scaru Budist, dar termenul tehnic este វត្តពុទ្ធសាសនា (wat pootasasna). O biserică crestină poate fi denumită វត្តយេស៊ូ (wat yeasu) sau វិហារយេស៊ូ(vihear yeasu). Angkor Wat អង្ករវត្ត înseamnă orașul templelor.
În viața de zi cu zi din Thailanda, un wat este un loc de rugăciune, exceptând o moschee (Thai สุเหร่า - su-rao; sau มัสยิด; o moschee poate fi descrisă, de asemenea ca โบสถ์ของอิสลาม - bot khong Is-a-lam). Așadar wat cheen este un templu chinezesc (ori Budist ori Taoist), wat khaek este un templu Hindus iar wat kris sau wat krit sau wat farang este o biserică Crestina.

## Structura
Un templu Budist tipic este alcătuit din următoarele clădiri:
- chaidei sau chedi (Khmer ចេតិយ), (Lanna: phrathāt), (Thai เจดีย์)  (din  Sanskrita: chaitya, templu) - de obicei o structură conică sau sub formă de clopot, conținând deseori relicve ale lui Buddha
- vihear (Khmer វិហារ), (Lanna: wihān), viharn sau wihaan (Thai วิหาร) din Sanskrita: vihara si Pali vihaan ) - o incintă de rugăciune și întâlnire
- mondop (Lanna: mondop), (Thai มณฑป) (din Sanskrita: Mandapa) - o cladire deschisă, patrată, cu acoperiș piramidal, folosită pentru obiectele sau textele religioase
- sala (Khmer សាលា), (Lanna: sālā), (Thai ศาลา)  (din Sanskrita: Shala - Școala, un alt sens al cuvantului adăpost) - un pavilion pentru relaxare și activități diverse
- altarul (Lanna: bōt), โบสถ์ sau ubosoth อุโบสถ์ (din Palineza uposatha) - sala sfântă de rugăciune, denumită și "sala jurământului" deoarece aici călugării noi iși iau jurământul de credință. Arhitectural, este similară cu vihara; diferența majoră constă în cele opt pietre plasate în jurul altarului pentru a îndeparta răul. Altarul este de obicei mai decorat decat viharn-ul.
- biblioteca (Lanna: hōtham), (Thai หอไตร) - Tripitaka biblioteca unde sunt menținute manuscrisele Budiste
- turnul tobelor (Lanna: hōkong), (Thai หอกลอง)
- turnul clopotului (Lanna: hōding), (Thai หอระฆัง)
- sala de studiu (Lanna: sālā), (Thai: ศาลาการเปรียญ) este o clădire distinctă în wat. În trecut, această sală era folosită numai de către călugări pentru a studia. Parian este un cuvânt  Palinez ce înseamnă 'călugăr educat' sau 'călugar elev'.

Acoperișul chiliilor, กุฏิ (Lanna: kuti), (Thai กุติ kuti sau กุด kut - chilie) este separat de cel al clădirilor sacre.
Acoperișul templelor tailandeze este de obicei decorat cu chofah.

## Exemple
Wat-uri binecunoscute sunt:

### Cambogia
- Angkor Wat, langa Siem Reap, Cambodia
- Silver Pagoda, Phnom Penh
- Wat Phnom, Phnom Penh

### Laos
- Pha That Luang, Vientiane, Laos
- Wat Xieng Thong, Luang Prabang

### Tailanda
- Bangkok
  - Wat Suthat, Bangkok, Thailand
  - Wat Benchamabophit (Templul de marmura)
  - Wat Ratchanadda
  - Wat Phra Kaew
  - Wat Arun
  - Wat Bowonniwet

- Lanna (Nordul Tailandei)
  - Wat Phrathat Doi Suthep, Chiang Mai
  - Wat Chiang Man, Chiang Mai
  - Wat Chedi Luang, Chiang Mai
  - Wat Phra Singh, Chiang Mai
  - Wat Phrathat Doi Tung, Chiang Rai
  - Wat Phra That Lampang Luang, Lampang
  - Wat Phumin, Nan

- Alte regiuni
  - Wat Phra Pathom Chedi, Nakhon Pathom

## Galerie

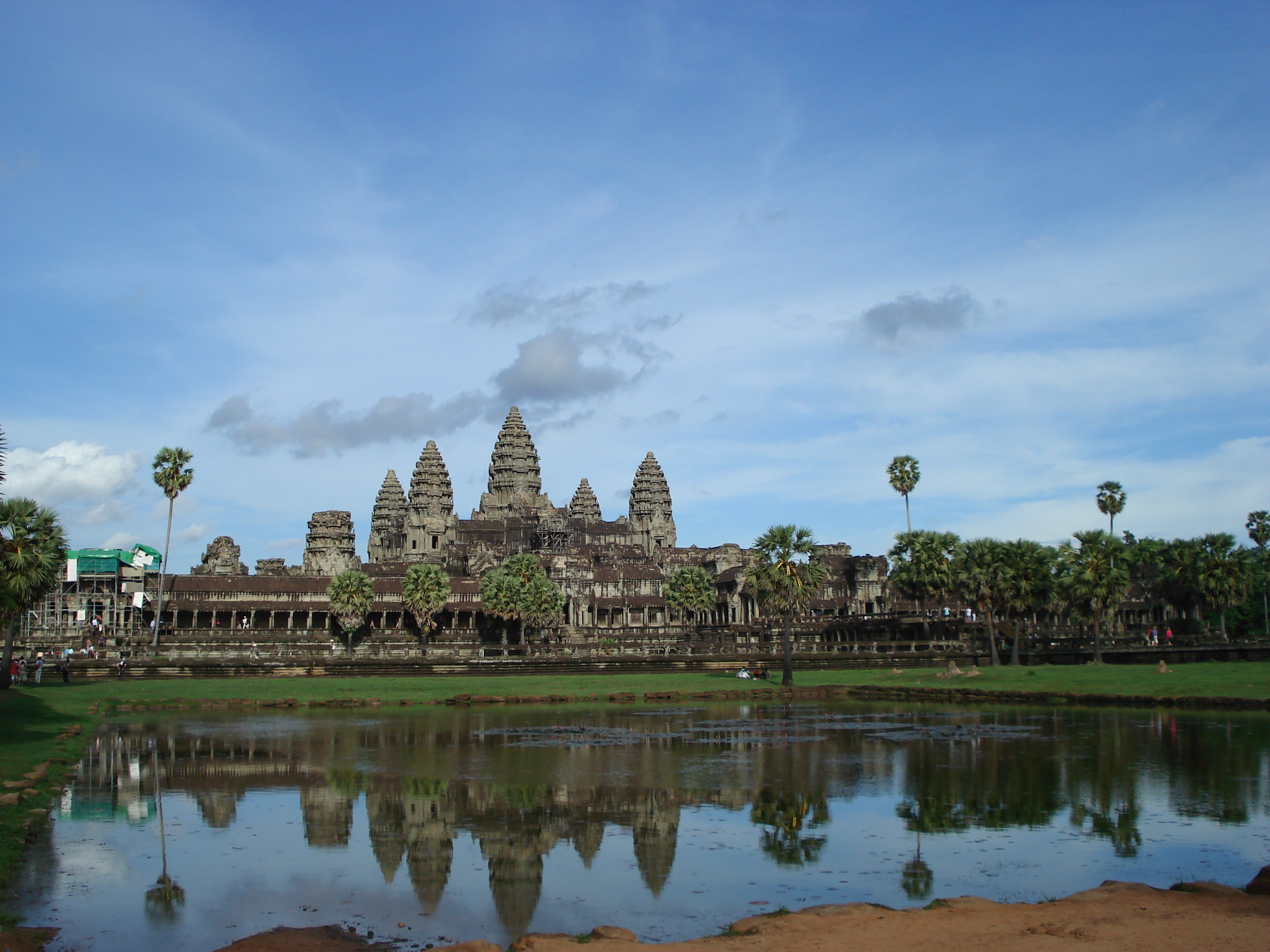
Angkor Wat, Siem Reap, Cambodgia
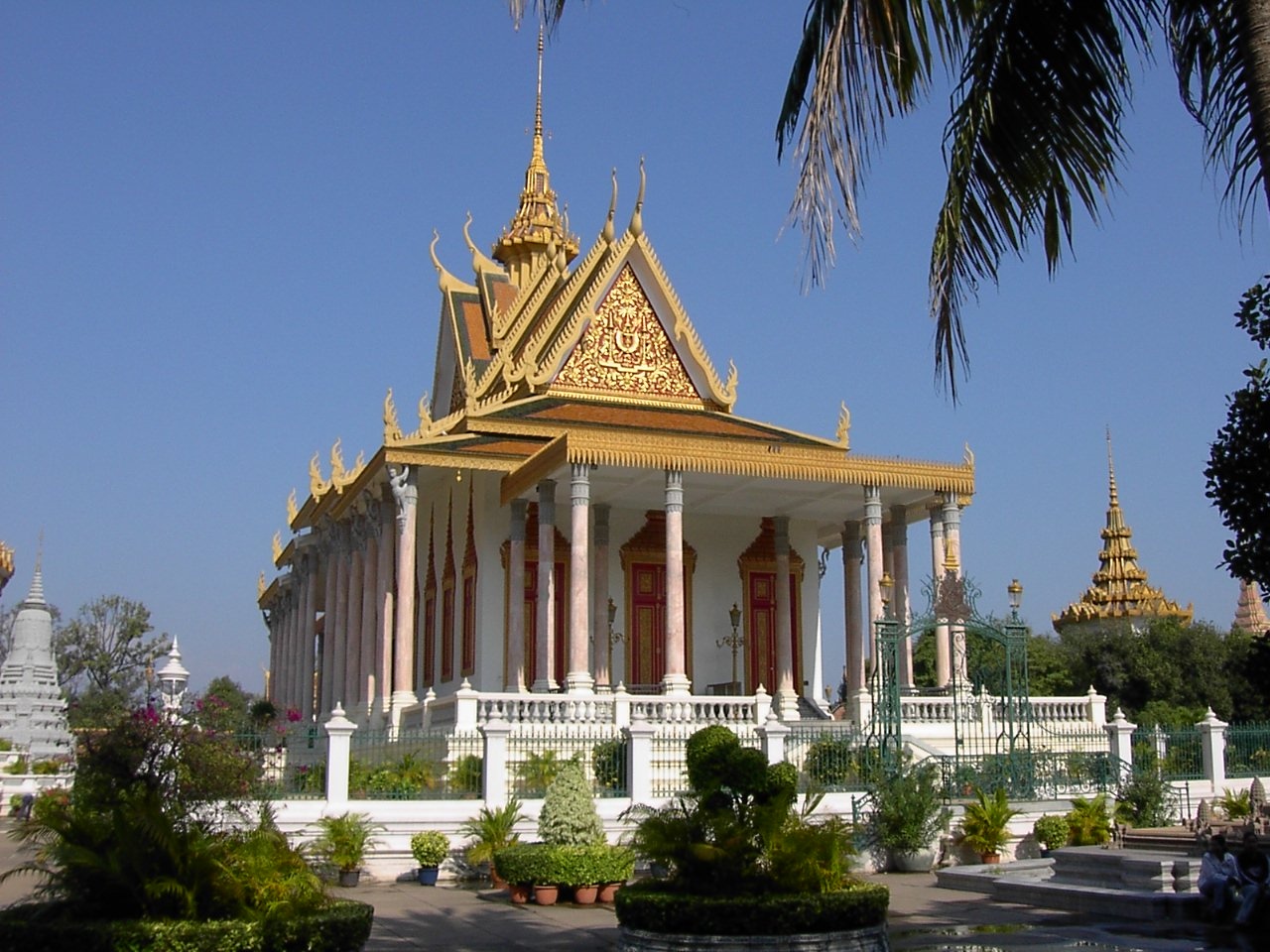
Silver Pagoda, Phnom Penh
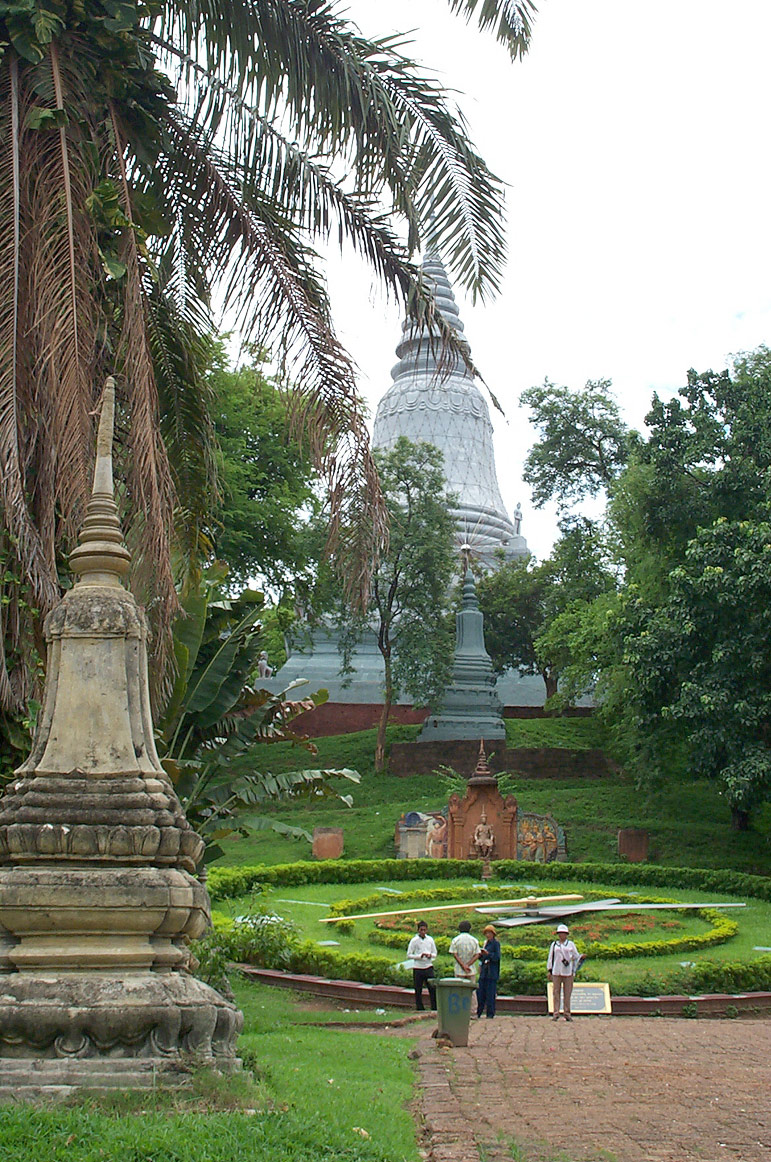
Wat Phnom, Phnom Penh
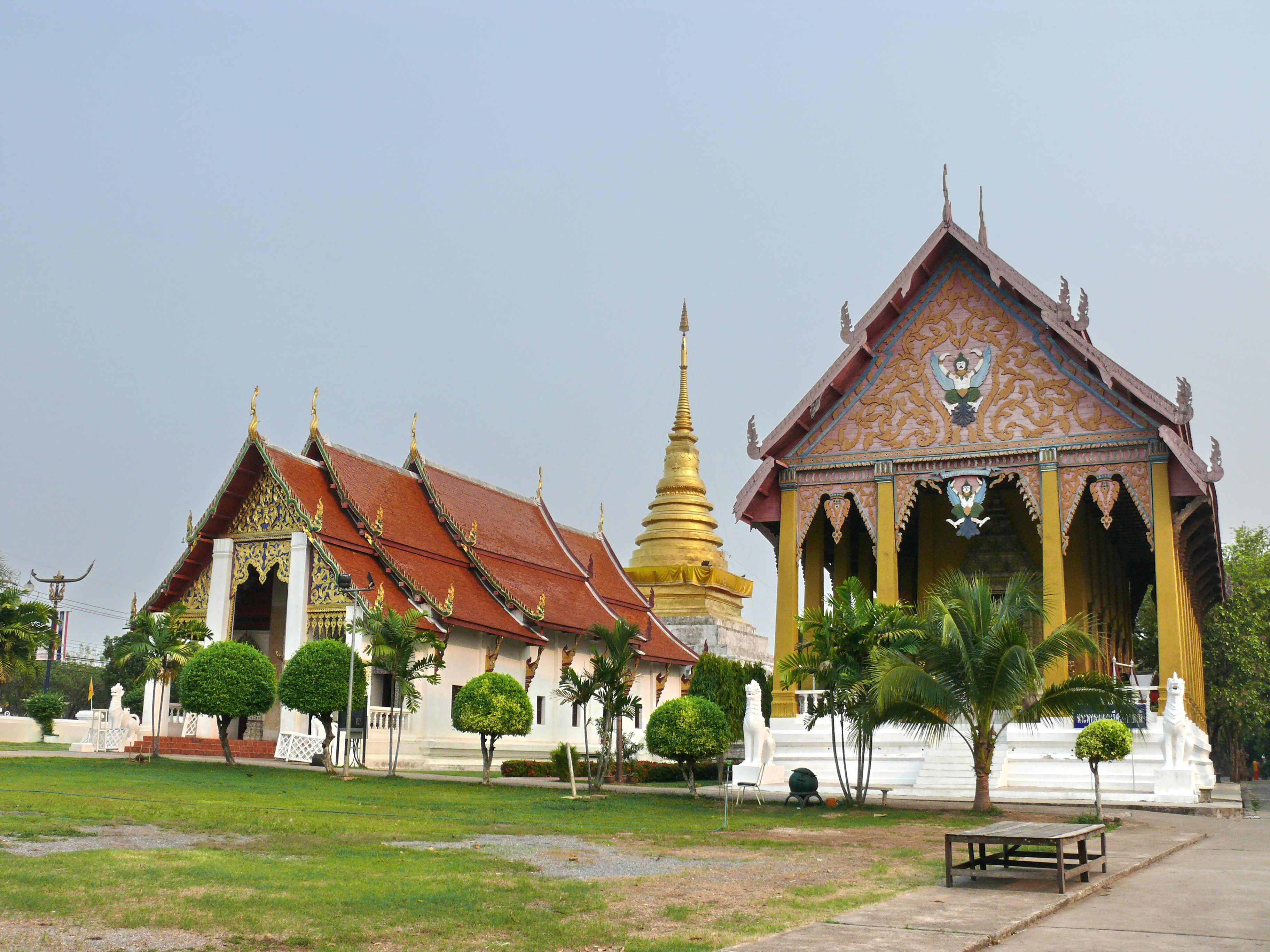
Doua viharn şi un chedi la Wat Phra That Chang Kham, Nan, Thailanda
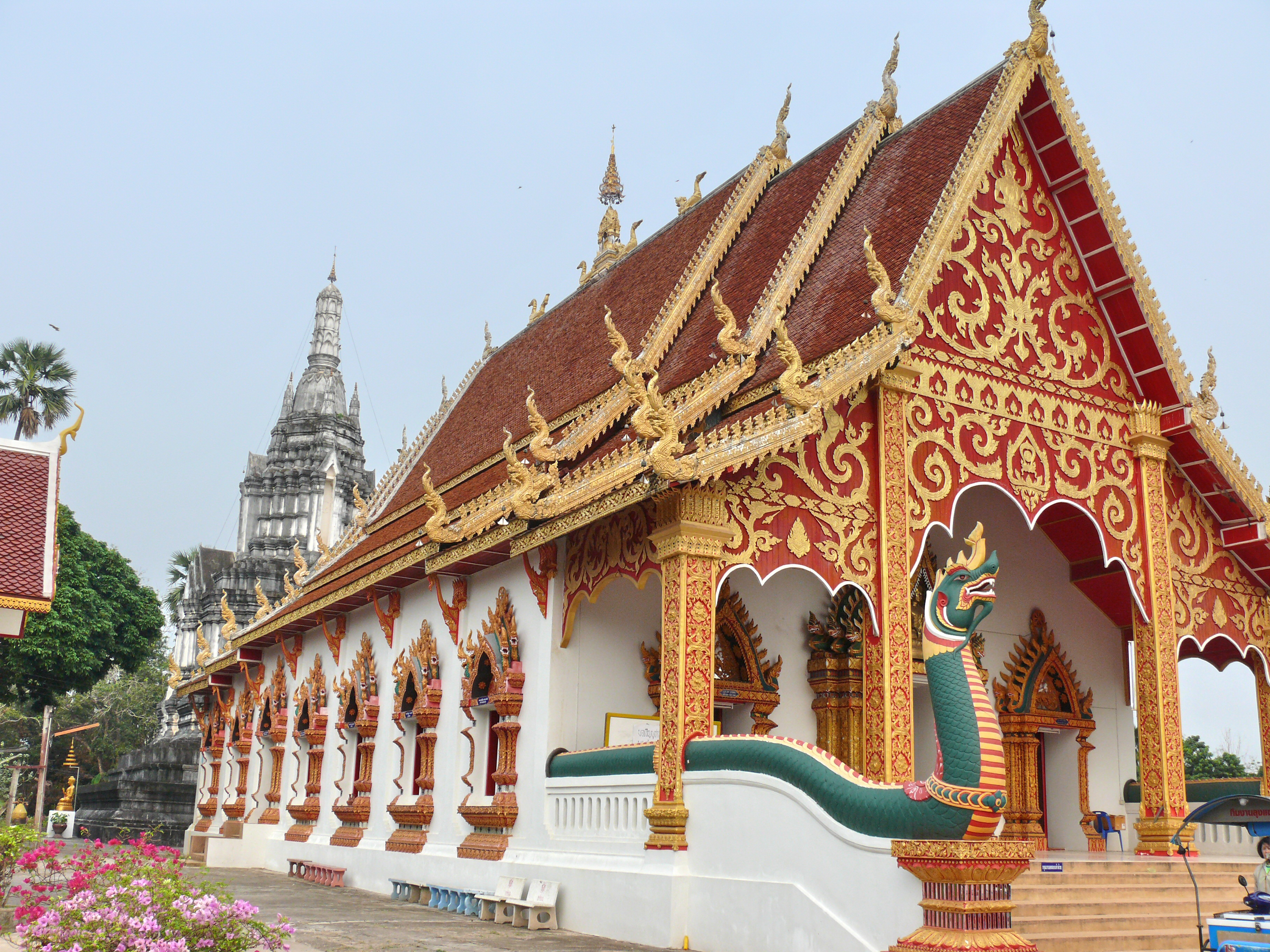
Chedi şi viharn la Wat Suan Tan, Nan, Thailanda
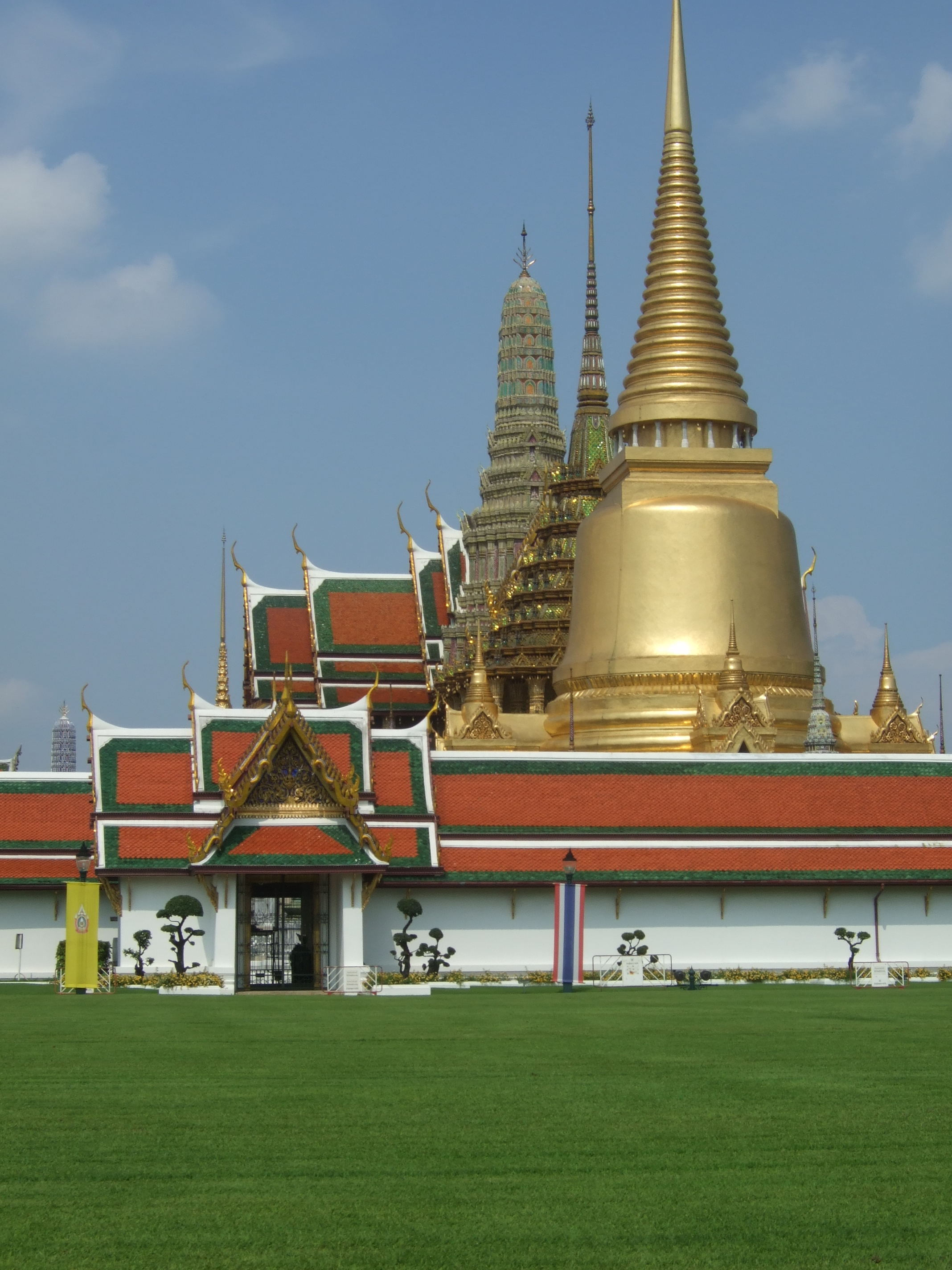
Wat Phra Kaew, Bangkok, Thailanda
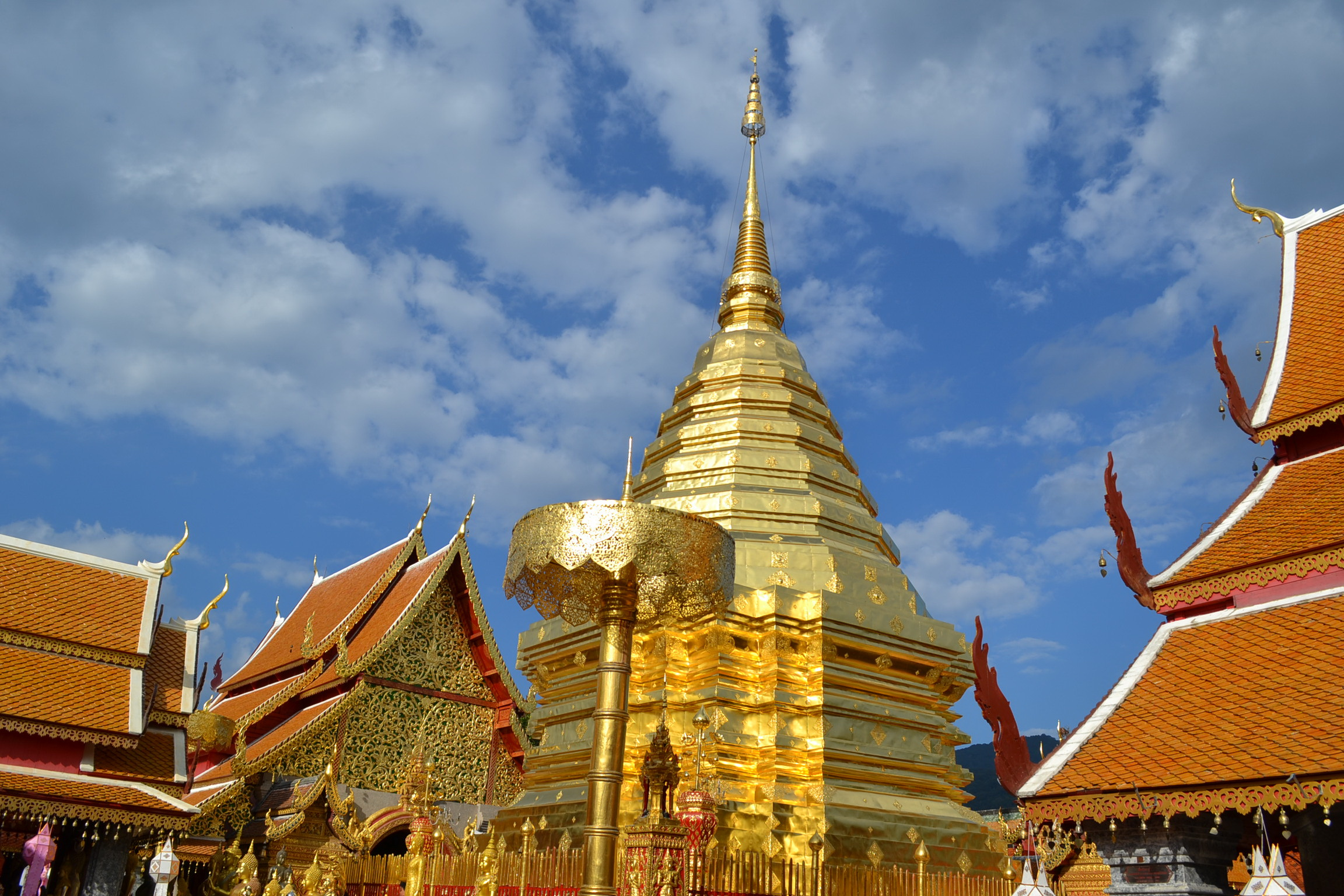
Wat Phrathat Doi Suthep, Chiang Mai, Thailanda